# Circonscription de Fugnanbira
La circonscription de Fugnanbira est une des 177 circonscriptions législatives de l'État fédéré Oromia, elle se situe dans la Zone Est Hararghe. Son représentant actuel est Junedin Usman Isa.